# 장젠 (활동가)
장젠(중국어: 張健, 1970년 11월 11일 ~ 2019년 4월 18일)은 1989년 톈안먼 사건에 활동한 중국의 민주화 운동가이다.

## 활동
베이징시 퉁저우구 출신인 장젠은 톈안먼 사건 당시, 만 18세로 베이징 체육학원에 재학 중이었다. 그는 시위 현장 질서 유지와 시위대 안전을 책임지는 규찰대 대장이 되었다. 장젠은 친구의 소개로 시위대에 참가한 것이었는데 점차 민주화 운동에 공감하기 시작하면서 총을 들고 오는 해방군을 향해 민주화를 외쳤다. 그는 1989년 6월 4일 새벽, 광장으로 진입하는 무장 군인들을 막으려다, 인민해방군 장교가 쏜 자동소총 3발에 맞아 오른쪽 대퇴골이 바스러져 의식을 잃고 병원에 이송됐다. 그는 124일 만에 퇴원하여 집으로 돌아왔지만 톈안먼 사건의 주도자라는 이유로 감시를 받게 되는데, 이 감시가 부담스러워 동북지방 헤이룽장성으로 피신하였다.
그는 2001년 프랑스 파리에 근거지를 두고 중국 민주화 운동을 시작했다. 해마다 파리에서 열리는 톈안먼 사태 기념행사를 주도하거나 중국에서 인권유린사태가 일어나면 국제사회에 알리는 활동을 하였다. 2019년 4월 18일 독일 뮌헨에서 사망했다.